# Sennariolo
Sennariolo – miejscowość i gmina we Włoszech, w regionie Sardynia, w prowincji Oristano.
Według danych na rok 2004 gminę zamieszkiwały 173 osoby, 11,5 os./km². Graniczy z Cuglieri, Flussio, Scano di Montiferro i Tresnuraghes.